# Kouch Sokumpheak
Kouch Sokumpheak (Kampong Thom, 5 febbraio 1987) è un calciatore cambogiano, attaccante del Nagaworld.

## Carriera

### Club
Ha giocato nella prima divisione cambogiana.

### Nazionale
Ha esordito in nazionale nel 2006.

## Statistiche

### Cronologia presenze e reti in nazionale
| Cronologia completa delle presenze e delle reti in nazionale ― Cambogia | Cronologia completa delle presenze e delle reti in nazionale ― Cambogia | Cronologia completa delle presenze e delle reti in nazionale ― Cambogia | Cronologia completa delle presenze e delle reti in nazionale ― Cambogia | Cronologia completa delle presenze e delle reti in nazionale ― Cambogia | Cronologia completa delle presenze e delle reti in nazionale ― Cambogia | Cronologia completa delle presenze e delle reti in nazionale ― Cambogia | Cronologia completa delle presenze e delle reti in nazionale ― Cambogia |
| Data                                                                    | Città                                                                   | In casa                                                                 | Risultato                                                               | Ospiti                                                                  | Competizione                                                            | Reti                                                                    | Note                                                                    |
| ----------------------------------------------------------------------- | ----------------------------------------------------------------------- | ----------------------------------------------------------------------- | ----------------------------------------------------------------------- | ----------------------------------------------------------------------- | ----------------------------------------------------------------------- | ----------------------------------------------------------------------- | ----------------------------------------------------------------------- |
| 5-9-2019                                                                | Phnom Penh                                                              | Cambogia                                                                | 1 – 1                                                                   | Hong Kong                                                               | Qual. Mondiali 2022                                                     | -                                                                       |                                                                         |
| 10-9-2019                                                               | Phnom Penh                                                              | Cambogia                                                                | 0 – 1                                                                   | Bahrein                                                                 | Qual. Mondiali 2022                                                     | -                                                                       | 73’                                                                     |
| 10-10-2019                                                              | Tehran                                                                  | Iran                                                                    | 14 – 0                                                                  | Cambogia                                                                | Qual. Mondiali 2022                                                     | -                                                                       |                                                                         |
| 15-10-2019                                                              | Phnom Penh                                                              | Cambogia                                                                | 0 – 4                                                                   | Iraq                                                                    | Qual. Mondiali 2022                                                     | -                                                                       | 68’                                                                     |
| 19-11-2019                                                              | Hong Kong                                                               | Hong Kong                                                               | 2 – 0                                                                   | Cambogia                                                                | Qual. Mondiali 2022                                                     | -                                                                       | 68’                                                                     |
| 3-6-2021                                                                | Riffa                                                                   | Bahrein                                                                 | 8 – 0                                                                   | Cambogia                                                                | Qual. Mondiali 2022                                                     | -                                                                       |                                                                         |
| 11-6-2021                                                               | Riffa                                                                   | Cambogia                                                                | 0 – 10                                                                  | Iran                                                                    | Qual. Mondiali 2022                                                     | -                                                                       | 46’                                                                     |
| 6-12-2021                                                               | Singapore                                                               | Cambogia                                                                | 1 – 3                                                                   | Malaysia                                                                | AFF Suzuki Cup 2020 - 1º turno                                          | -                                                                       | 84’                                                                     |
| 15-12-2021                                                              | Singapore                                                               | Cambogia                                                                | 3 – 0                                                                   | Laos                                                                    | AFF Suzuki Cup 2020 - 1º turno                                          | -                                                                       | 84’                                                                     |
| Totale                                                                  |                                                                         | Presenze                                                                | 9                                                                       |                                                                         | Reti                                                                    | 0                                                                       |                                                                         |

## Palmarès

### Club

#### Competizioni nazionali
- C-League: 5

Phnom Penh Crown: 2011, 2014, 2015, 2016
Nagaworld: 2018